# Cryptochironomus griseidorsum
Cryptochironomus griseidorsum är en tvåvingeart som först beskrevs av Jean-Jacques Kieffer 1917.  Cryptochironomus griseidorsum ingår i släktet Cryptochironomus och familjen fjädermyggor. Inga underarter finns listade i Catalogue of Life.